# جرونیمو: یک افسانه آمریکایی
جرونیمو: یک افسانه آمریکایی (به انگلیسی: Geronimo: An American Legend) یک فیلم سینمایی آمریکایی در ژانر وسترن و درام تاریخی محصول سال ۱۹۹۳ به کارگردانی والتر هیل با بازی جیسون پاتریک، رابرت دووال، جین هکمن، وس استودی، مت دیمون، پاتو هافمن، رادنی ای گرانت، کوین تایگ، استیو ریویس، ویکتور آرون، اسکات ویلسون، استیون مک‌هتی، جان فین است.

## داستان
جنوب غربی آمریکا، سال ۱۸۸۵ میلادی گروه کوچکی از آپاچی‌های چیریکاهوا به رهبری «جرانیمو»، تنها قبیله سرخ‌پوستی هستند که هنوز به دولت آمریکا تسلیم نشده‌اند…